# Amiano Marcelino
Amiano Marcelino (Antioquia, atual Antáquia, Turquia, entre 325 e 330 – c. 391) foi um historiador que escreveu durante o fim do Império Romano. Amiano foi militar de alta patente, tendo servido no exército do imperador Juliano. Num mundo onde a religião cristã tinha uma crescente influência e tornou-se em 380, com o Édito de Tessalónica a religião oficial do império, permaneceu pagão, o que se reflete em seu texto na ênfase que dá à religião romana tradicional, no suporte à reforma religiosa pagã de Juliano, e na pouca quantidade de citações sobre os cristãos de sua época. Amiano se via como grego, porém escreveu sua obra sobre a história de Roma em latim, continuando a tradição da historiografia romana- nisso ele é um interessante exemplo da mistura de identidades no fim do mundo antigo.
A Os Feitos escrita por Amiano Marcelino relatava desde a ascensão do imperador Nerva, em 96 - continuando portanto onde parou o historiador Tácito -até a morte do imperador Valente e a Batalha de Adrianópolis, em 378, num total de 31 livros. Porém, o texto que chegou até nós inicia-se apenas no livro 14, a partir de 353 Mesmo assim, sua obra é considerada como de grande valor histórico, pois é o único relato contemporâneo que temos de um historiador romano. Ele inclusive é um dos próprios personagens, em trechos autobiográficos onde conta seus feitos como soldado do exército de Juliano.
Um dos relatos mais conhecidos sobre os hunos, de que "cozinhavam" a carne colocando-a entre o lombo dos seus cavalos e as selas enquanto viajavam, pode ser encontrado no livro 31 de Amiano.

## Vida
Praticamente tudo o que se sabe sobre a trajetória pessoal de Amiano Marcelino está na própria obra do autor, o que sabemos de sua vida é em grande parte o que ele deixa transparecer em seu relato. Amiano é personagem de muitos acontecimentos narrados em sua obra, isso porque grande parte dessa obra trata do período contemporâneo ao autor.
Amiano Marcelino nasceu por volta de 330 na cidade grega de Antioquia (atual Antáquia, na Turquia), uma das mais importantes cidades do Império Romano naquele período. Em 353, ele integrava um grupo seleto do exército romano, os protetores domésticos (protectores domestici) - isso indica sua origem nobre, pois este era um grupo de alto prestígio social. Nos sete anos seguintes o autor participou de diversas expedições militares sob o comando de Ursicino, general com quem manteve uma relação de verdadeira amizade e afeto. Em 363 integrou a expedição de Juliano contra o Império Sassânida, onde o imperador morreu e depois da qual o autor se retirou do exército.
Depois de abandonar a vida militar, Amiano voltou para Antioquia e ali permaneceu até o ano de 378. Durante esse período de tranquilidade, ele entrou em contato com obras antigas e contemporâneas sobre geografia, história e ciências. Depois de 378, Amiano se dirigiu a Roma no intuito de lá escrever sua obra.. Sua participação no exército romano e suas viagens lhe renderam muita experiência, que ele procurou compartilhar em seu livro, legando para a posterioridade um extenso material sobre o período. A obra de Amiano é revestida de uma dupla importância: ao mesmo tempo em que ela é um relato autobiográfico, já que ele é o historiador do qual melhor conhecemos a trajetória pessoal, esse texto fornece também informações valiosas para o estudo da história militar romana e da etnografia das diferentes regiões do império. A data de falecimento de Amiano Marcelino não é conhecida – especula-se que ela esteja situada por volta do ano 400 – o certo é que ele passou o fim de seus dias na cidade de Roma.

## Obra

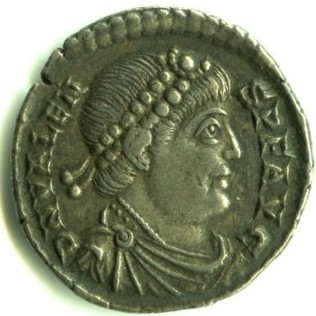
Imperador Valente, protagonista nos livros 26 a 31 de Amiano.

O título da obra de Amiano é Os Feitos (Res Gestae)[a], originalmente composta por 31 livros que cobriam o período entre a ascensão de Nerva (96) e a morte de Valente (378). Porém, somente os dezoito últimos foram preservados. A obra completa de Amiano abarcava um período de quase trezentos anos da história romana. Porém, algo que chama a atenção é a desproporção em relação à distribuição do conteúdo histórico pelos livros: os treze primeiros, que se perderam, tratavam do ano de 96 ao ano de 353, enquanto que os dezoito livros restantes tratam de um período de apenas vinte e cinco anos (353–378), do reinado de Constâncio II até a Batalha de Adrianópolis. O conteúdo relatado nos livros sobreviventes trata do período contemporâneo ao autor. Uma consequência direta desse fato é que o próprio Amiano é um dos personagens de sua obra: ele conta seus feitos como soldado do exército de Juliano e é por isso que sua obra é tão cheia de minúcias, detalhes e informações.
A obra de Amiano foi escrita entre 383 e 397, e seu principal meio de divulgação foi a leitura pública, para um grupo seleto de pessoas aptas a acompanhar com atenção um texto extenso e erudito.  O interesse de Amiano no público romano é comprovado pela língua que ele utiliza para escrever a sua obra: sendo grego, ele escreve em latim e na cidade de Roma. A obra de Amiano foi bem recebida por seus contemporâneos, prova disso é encontrada numa carta de Libânio que o anima a escrever a segunda parte da obra, já que tudo indica que o plano inicial de Amiano fosse encerrar a sua obra nos acontecimentos do livro 25. Amiano se propõe a escrever seguindo as regras da historiografia clássica, quando a historiografia produzida na época em que ele vivia era completamente diferente, dominada por breviários e biografias.

### As fontes
O principal objetivo de Amiano era manter a tradição da escrita da história em Roma, utilizando da história oral e a literatura convencional como base, descrevendo a vida e a decadência dos costumes em Roma, mas ao mesmo tempo mostrando respeito pelo passado glorioso da cidade, focando assim os dois centros; Roma e Constantinopla.
Para escrever sua obra, Amiano utilizou principalmente referências da literatura latina. Dedicou atenção especial a Tácito, além de Tito Lívio e Salústio, também cita Cícero em grande parte de seu trabalho. Além deles, podemos citar como base de suas referências, Júlio César, Plínio, o Velho, Sêneca, Virgílio, Horácio e Ovídio. Em relação a Tucídides, por exemplo, utilizou de sua cronologia, dividindo o tempo em verões e invernos. Através de cada um, ele decidiu o método que seguiria em sua obra, o que explica também parte de suas razões para escrever em latim.
Contudo, o essencial para a importância de seu trabalho foi a sua habilidade de mesclar esta literatura com sua experiência e observações pessoais. No entanto, essa mesma habilidade muitas vezes é criticada, já que parte dos relatos convencionais possuem informações irreais ou distorcidas, que se perpetuaram ao longo dos tempos.

### A narrativa
A narrativa de Amiano Marcelino apresenta-se bastante rica e cheia de possibilidades de pesquisa e interpretação, não só para a área de história. A concepção da geografia de Amiano formou-se no contexto de uma tradição etnográfica que remonta a Heródoto. Amiano se utiliza de descrições geográficas em longos parágrafos, sendo talvez o historiador antigo mais focado em etnografia depois do próprio Heródoto, a princípio como uma prática de entreter o leitor.
A técnica de Amiano em descrever um local, uma região, permite que visualizemos com precisão o espaço descrito. Ele inclui em suas discussões temas diversos como topografia, cidades, recursos naturais, pessoas, animais e plantas, e foca principalmente nas relações entre os seres humanos e o meio ambiente, sempre apontando as cidades, notando principalmente a quantidade delas, sua importância e história. A riqueza de detalhes fornecida por ele permite perceber o quanto seu conhecimento é especializado, dando distâncias exatas entre cidades em uma localização relativa, além de permitir distinguir um lugar de outro.

### As digressões
Típico da historiografia antiga, especialmente grega, Amiano não deixa de utilizar numerosas digressões, muitas vezes bastante extensas, que quebram a estrutura formal da história e dão início a uma nova fase da narrativa ou simplesmente entretém o leitor. Ele utilizou de uma estrutura formal que quase sempre segue o mesmo padrão do início até a apresentação final da digressão. As digressões procuram mostrar também o quanto ele seria erudito, demonstrando que mesmo sendo grego e militar, ele atingiu um nível equivalente ao dos autores do passado que pretende imitar. Em uma de suas digressões, por exemplo, Amiano descreve com precisão sobre o funcionamento do ano bissexto, quando foi implementado e como ele afetava o comportamento daquela sociedade.
Para além disso, descreve várias províncias, como o Egito, ou, por exemplo, relatórios sobre os árabes, o judiciário, as estruturas administrativas e o obelisco egípcio em Roma. Por exemplo, o trabalho contém uma descrição detalhada de um tsunami, às margens do Mediterrâneo Oriental, além de uma seqüência característica de terremotos. Gavin Kelly tem neste contexto a hipótese de que o tsunami e as suas consequências seriam como uma metáfora para a condição de Estado após a morte de Juliano.

### Resumo dos livros
- Livro 14: relato das crueldades do César Galo, príncipe cujo governo é marcado por um clima de violência generalizada e que será executado por ordem do imperador Constâncio. Intercalado a estes acontecimentos, encontra-se uma digressão sobre os isauros, povo normalmente pacífico que se levantou contra os romanos gerando uma enorme confusão naquele momento, e o relato de uma tentativa fracassada de ataque dos persas sassânidas à Mesopotâmia. Existe ainda uma pequena passagem acerca dos sarracenos, um povo funesto na visão do autor [15], e uma descrição das províncias da parte oriental do império. Porém, o que mais chama a atenção neste livro é a longa digressão que desloca a narrativa para Roma, tratando da corrupção do senado e do povo romano.
- Livro 15: Juliano e Ursicino são acusados de alta traição ao imperador e por pouco não são assassinados. Simultaneamente, os partidários e servidores do César Galo são perseguidos e mortos no Oriente. No cenário político, Silvano é eleito augusto pelo exército na cidade de Colônia e o seu curto mandato de vinte e oito dias termina com sua morte em uma emboscada armada por ordem de Constâncio.

Além disso, Juliano, meio-irmão de Galo e primo do augusto Constâncio, é nomeado césar na Gália. Os aliados de Silvano são todos assassinados e temos o relato de uma revolta da plebe romana, cujo motivo, vil e insignificante segundo o historiador, coloca ainda mais em evidência a corrupção do caráter romano. Os capítulos finais do livro têm como assunto principal o povo gaulês: são apresentados sua origem, seus costumes e sua terra (descrição física da Gália).
- Livro 16: Elogios ao césar Juliano e suas façanhas militares, que incluem a vitória sobre os alamanos, a retomada da cidade de Colônia e um acordo de paz com os francos. Um capítulo inteiro é dedicado às virtudes de Juliano. Neste livro é relatada a visita de Constâncio a Roma, fato que é utilizado como deixa para uma descrição da cidade. O livro termina com Juliano derrotando os sete reis germanos que ameaçavam a Gália na Batalha de Estrasburgo.
- Livro 17: A narração se concentra nas figuras de Juliano e Constâncio II (r. 337–361) e em suas relações conflituosas com os povos bárbaros, com destaque para a atuação militar de Juliano. Este saqueia e incendeia aldeias dos alamanos, restaurando a fortificação de Trajano e concedendo a esse povo uma trégua de dez meses, e realiza um cerco bem sucedido aos francos que devastavam a Gália. Constâncio realiza uma tentativa fracassada de acordo de paz com o rei dos persas, Sapor II (r. 309–379), e obriga os sármatas a devolverem seus prisioneiros de guerra. São narrados ainda os ataques sofridos por Juliano por parte da corte de Constâncio e as campanhas militares bem sucedidas do césar.
- Livro 18: Amiano continua os elogios a Juliano, iniciando o livro com a tentativa do césar de melhorar a situação da Gália e fazer com que a lei fosse respeitada por todos no império. Seguem-se as campanhas militares bem sucedidas de Juliano. O rei Sapor lidera um ataque persa contra os romanos e são descritas as batalhas decorrentes deste ataque. Ursicino e Amiano Marcelino são enviados em diversas missões no Oriente, numa das quais quase perdem suas vidas.

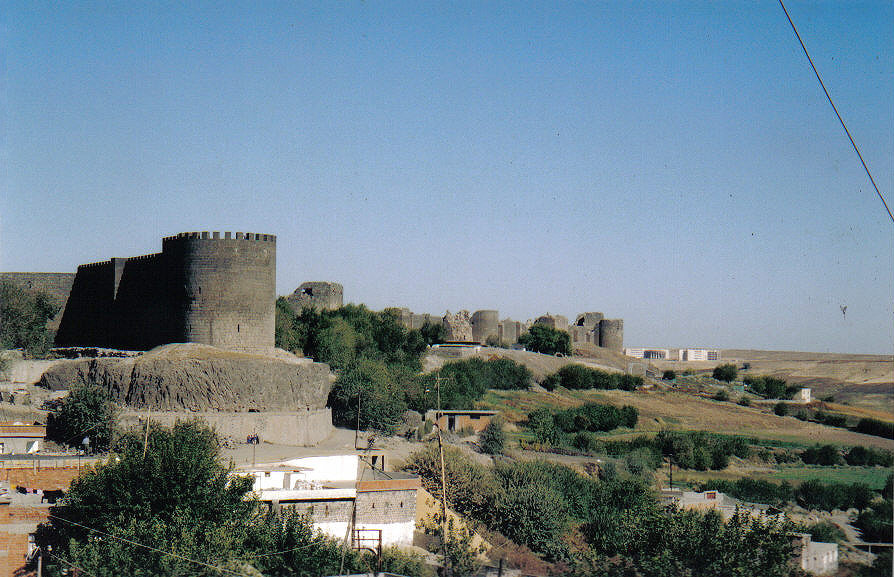
As muralhas de Amida, construídas por r. antes do Cerco de Amida de 359, descrito por Amiano nas Os Feitos.

- Livro 19: Continuação das batalhas com os persas, relato do cerco persas à cidade de Amida (Diarbaquir)  na qual surge uma terrível peste – Amiano se aproveita deste fato para descrever as causas e os tipos de pestes conhecidos até então. Nessa mesma cidade alguns generais romanos são presos e outros executados. A plebe romana, temendo um período de fome vindouro, se revolta mais uma vez.
- Livro 20: Ursicino é alvo de calúnias na corte e acaba perdendo seu cargo de comandante da infantaria. Depois disso, a narrativa é interrompida por uma digressão de cunho científico acerca dos eclipses do sol e da lua e das várias fases da lua. Constâncio ordena que os soldados gauleses abandonem Juliano e se coloquem em marcha rumo ao Oriente para lutarem contra os persas; no entanto, os soldados se recusam a obedecer à ordem e aclamam Juliano imperador contra a sua vontade. O livro termina em um clima de guerra civil generalizada no plano interno pela disputa entre Constâncio e Juliano e de guerra contra os persas sassânidas no plano externo.
- Livro 21: O livro começa com um tom místico, onde Juliano toma conhecimento de vários presságios acerca da morte de Constâncio II. Amiano aproveita esse fato para expor melhor as distintas formas de prever o futuro existentes naquele período. A tensão iniciada no livro anterior continua ao longo de todo esse livro, onde tanto Juliano como Constâncio procuravam para si aliados entre bárbaros e romanos. Confirmando os presságios de Juliano, Constâncio morre de forma repentina em uma cidade da Cilícia e Amiano narra as virtudes e os defeitos do imperador morto.
- Livro 22: Tomando conhecimento da morte de Constâncio, Juliano entra calmamente na cidade de Constantinopla, assumindo assim, o comando de todo o Império Romano sem ter que vencer nenhuma batalha. Os aliados de Constâncio são condenados, alguns justamente, outros por falsidades. Juliano toma várias medidas religiosas: declara publicamente sua crença nos deuses pagãos, até então oculta, e causa conflitos entre os bispos cristãos. Porém, o novo imperador não condena ninguém por causa de suas crenças religiosas. Neste livro encontra-se a descrição da Trácia e do golfo Pôntico, dos povos e regiões vizinhas, a viagem de Juliano a Antioquia e os preparativos para a campanha militar contra os persas. O livro termina com uma longa digressão sobre a província romana do Egito, que é descrita de maneira detalhada.
- Livro 23: Continuam os preparativos para a campanha contra os sassânidas. Os príncipes sarracenos oferecem uma coroa de louros e tropas auxiliares a Juliano. O clima de preparação bélica é utilizado para oferecer ao leitor uma digressão sobre as máquinas e os artigos utilizados na guerra, seguida por outra que descreve as províncias persas, seus recursos e seus costumes.
- Livro 24: Descrição da expedição de Juliano contra o Império Sassânida e dos maus presságios que se fazem ver antes e até mesmo durante os combates. Juliano reconhece os esforços de seus soldados e premia a muitos deles com coroas, isso depois de causarem cerca de duas mil e quinhentas baixas no exército persa.
- Livro 25: O exército romano se sente ameaçado pela escassez de alimento e Juliano fica cada vez mais aterrorizado diante dos presságios negativos. Cumprindo os augúrios, o imperador é gravemente ferido numa batalha e morre pouco tempo depois. Amiano oferece um capítulo sobre as virtudes e defeitos de Juliano. Em meio à confusão que sucedeu a morte de Juliano, Joviano é eleito imperador e realiza diversos acordos com os persas, concedendo-lhes a posse de inúmeras províncias (uma atitude vergonhosa na visão de Amiano[17]). O novo imperador morre repentinamente em Dadastana.
- Livro 26: Após a morte de Joviano,  Valentiniano, tribuno da segunda escola de escudeiros, é eleito imperador. O novo imperador resolve dividir o poder com seu irmão Valente - nesse momento ocorre a divisão das funções administrativas do império [18] e isso é feito com o consentimento de seu exército. Neste livro existe também uma digressão sobre o calendário utilizado naquele período; porém, o principal relato é sobre a tentativa de usurpação do poder por Procópio, que se aproveitou das revoltas dos bárbaros nas fronteiras e se proclamou descendente de Constantino, uma suposta legitimação para seu poder. Amiano fornece uma pequena biografia de Procópio, falando sobre suas origens e costumes e deixa bem claro que ele é contrário à atitude tomada pelo usurpador[19]. Seguem-se as batalhas entre Procópio e os irmãos Valentiniano e Valente, até que as tropas de Valente conseguem finalmente derrotar Procópio em 367.
- Livro 27: O livro começa com a narração das lutas contra os bárbaros na Germânia e dos êxitos militares romanos. Em seguida, existe uma digressão centrada nosprefeitos da cidade, nas lutas pelo bispado de Roma. Logo depois é apresentada uma descrição dos povos e das províncias da Trácia. O imperador Valente ataca o povo godo como retaliação pelo apoio que eles tinham dado a Procópio. Porém, depois de três anos de luta, um acordo de paz é firmado. Valentiniano fica doente e, com a permissão do exército, proclama imperador seu filho Graciano, de oito anos. Segue-se um relato das crueldades de Valentiniano e das insurreições na Britânia, na África Proconsular, na Germânia e na Pérsia.
- Livro 28: Narração da campanha militar de Valentiniano na região do rio Reno e de Teodósio na Britânia, onde restaura cidades e fortificações destruídas pelos bárbaros. Segue-se outra digressão sobre os vícios do senado e do povo romano e então Amiano retoma o tema bélico com confrontos entre bárbaros e romanos.
- Livro 29: Campanha militar na Pérsia. O livro começa com um clima de delações e condenações generalizadas: Teodoro é acusado de crime lesa majestade em Antioquia e o imperador Valente ordena a sua execução. No Oriente são feitas uma série de acusações pela prática de magia e outros crimes, alguns são condenados injustamente. Amiano oferece outro relato sobre as práticas cruéis de Valentiniano I na parte ocidental do império. Nos capítulos finais do livro encontra-se uma descrição das cheias do rio Tibre.
- Livro 30: Romanos e persas se preparam para guerra, e as embaixadas de ambos os reinos disputam os reinos da Armênia e da Hibéria. Valentiniano firma um acordo de paz com os alamanos  e o prefeito do pretório Modesto consegue convencer Valente a não mais ministrar a justiça. Segue-se uma digressão sobre a corrupção e os defeitos dos advogados. Valentiniano firma um acordo de paz na Germânia; narração de novas campanhas militares deste imperador. Valentiniano morre depois de doze anos de mandato, e Amiano descreve as virtudes e os vícios do imperador morto. Valentiniano II é nomeado imperador.
- Livro 31: O livro tem início com presságios sobre a morte do imperador Valente e sobre a derrota romana na luta contra os godos[b]. Segue-se uma digressão sobre os hunos e outros povos asiáticos, sua terra e seus costumes. Os godos se rebelam e Valente decide combatê-los sem pedir nenhum tipo de ajuda. Ele é morto em combate, mas seu corpo nunca foi encontrado [20]. A obra de Amiano se encerra com a narração da Batalha de Adrianópolis e a vitória dos godos sobre os romanos.

### O retrato do imperador Juliano

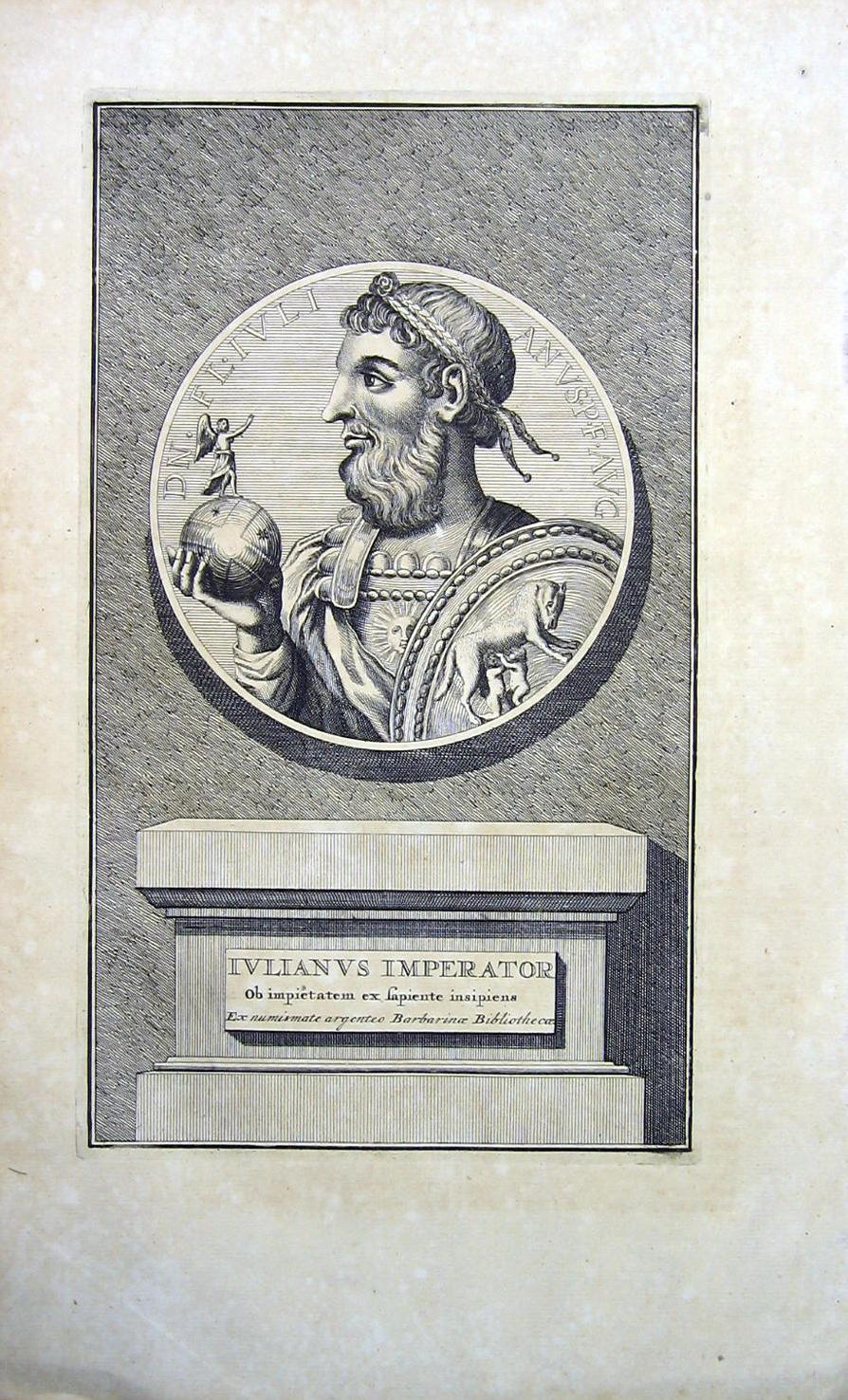
O imperador Juliano

De uma maneira geral, a narrativa de Amiano sempre utiliza os valores e parâmetros tradicionais romanos, ao mesmo tempo em que ele demonstra um pouco de insatisfação para com eles. Partindo dessa linha de raciocínio, pode-se dizer que o imperador Juliano é o eixo central da obra de Amiano: a tentativa do autor é construir uma imagem heroificada do imperador que possa ser transmitida à posterioridade. Amiano luta contra o tempo, que pode destruir e aniquilar a lembrança dos atos heroicos de Juliano. A construção dessa imagem é consequência do momento em que os personagens viveram: a segunda metade do século IV é um dos períodos mais conturbados da história, pois as estruturas de poder estão mudando e neste contexto Juliano se propõe a manter fiel a uma antiga ordem.
Amiano nutria profunda admiração por Juliano, e foi testemunha ocular das ações políticas e militares desse imperador. Prova desta admiração é o fato de que o autor se retirou da vida militar após a morte de seu herói. Juliano é a personificação do príncipe ideal e de um grande filósofo; na visão de Amiano ele seria o único capaz de restaurar a honra e a glória do império. Porém, apesar de toda essa admiração, Amiano critica algumas ações do imperador, como as leis em relação às corporações municipais e a proibição de professores cristãos lecionarem nas escolas. Isso é mais uma originalidade da obra de Amiano, pois ele constrói uma imagem elogiosa do imperador, mas faz algumas ressalvas. Através do relato de Amiano Marcelino, Juliano entra para a história como um dos mais exemplares imperadores romanos.

## O Império Romano no tempo de Amiano Marcelino
O contexto em que se encontra o Império Romano no fim do século IV está modificado: a expansão territorial até novas províncias gera uma necessidade de controle maior, que leva ao deslocamento para lugares que facilitem o supervisionamento das novas fronteiras, Isso levava à diminuição da importância da cidade de Roma, pois se começava a deslocar o centro de poder para a nova capital, Constantinopla, cidade que desponta entre outras por diversos fatores, principalmente estratégicos e futuramente contribui para a decadência da parte ocidental do império.
Além disso, com Constantino houve mudanças profundas, principalmente relacionadas à religião, e a influência cristã foi aumentando na sociedade romana. O cristianismo toma forma e se alastra por todo o território.

## Amiano, o paganismo e o cristianismo
Embora pagão, Amiano conviveu com o cristianismo; com uma grande tolerância, descreve diversos aspectos e mais os negativos, como as batalhas para o episcopado em Roma entre o papa Dâmaso I e o antipapa Ursino. Ao contrário de muitos historiadores pagãos, ele não ignorou a Igreja, e parece ter demonstrado algum interesse na fé cristã, tentando manter um equilíbrio entre os antigos costumes e a nova religião. Seu interesse foca principalmente, na questão de ser uma religião monoteísta.
Através do relato do imperador Juliano é possível ver essa relação. Ele critica seu herói justamente quando este não tenta ser imparcial em relação aos novos costumes; ao mesmo tempo, o admira por ser aquele que, em um tempo de mudanças, se mantém fiel à antiga ordem. Sua opinião é nítida, ele é um pagão vivendo num mundo em transformação para o cristianismo.